# عصا المساعدة

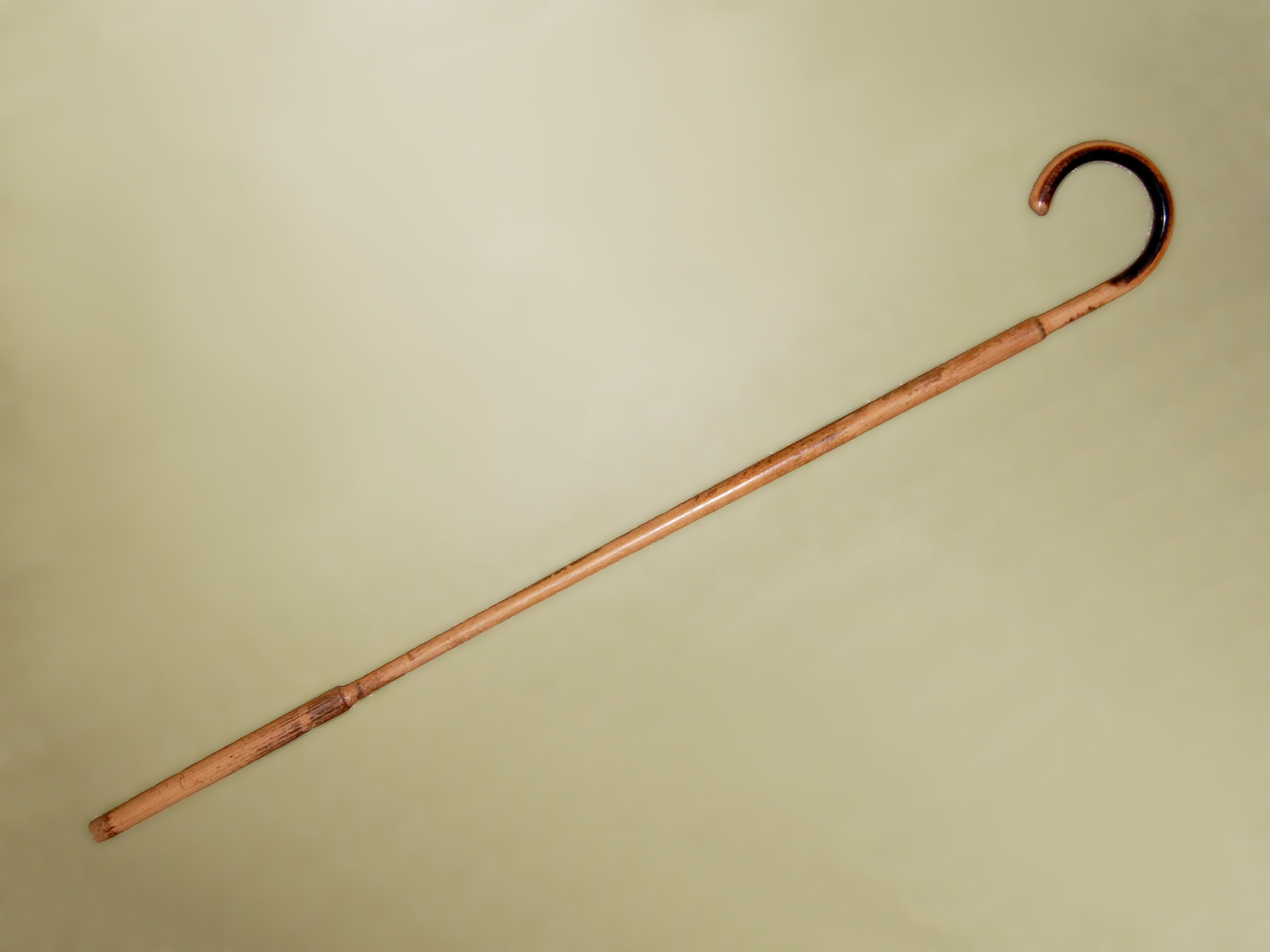
عصا خشبية

العكاز المساعد هو عصا مشي تُستخدم كعكاز أو أداة مساعدة على الحركة. يُساعد العكاز على إعادة توزيع الوزن من أسفل الساق الضعيفة أو المؤلمة وتحسين الثبات بزيادة قاعدة الدعم وتوفير معلومات لمسية عن الأرض لتحسين التوازن. في الولايات المتحدة يستخدم عشرة بالمائة من البالغين الذين تزيد أعمارهم عن 65 عامًا عكازًا بينما يستخدم 4.6 بالمائة مشايات.
على النقيض من العكازات تكون العصي أخف وزناً بصفة عامة ولكن لأنها تنقل الحمل بناءً على معصم المستخدم غير المدعوم فهي غير قادرة على تخفيف الأحمال المتساوية من الساقين.
نوع آخر من العكازات هو المشاية وهي إطار يُحمل أمام المستخدم ويستند عليه أثناء الحركة. تتميز المشايات بثبات أكبر نظرًا لمساحة احتكاكها بالأرض، لكنها أكبر حجمًا وأقل استخدامًا، ومثل العكازات، تمرر الحمل بالكامل عبر معصمي المستخدم في معظم الحالات.

## أجزاء العصي الطبية

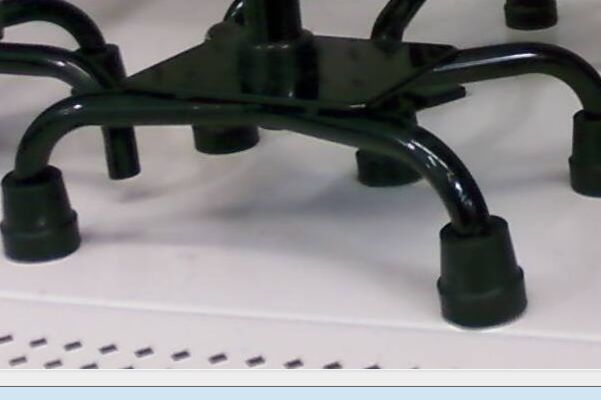
أسفل عصا رباعية تظهر أطرافها

تتكون العصا الأساسية من أربعة أجزاء. تختلف هذه الأجزاء حسب تصميم العصا واحتياجات المستخدم.
- مقبض العكاز: يُعدّ مقبض العكاز بالغ الأهمية للمستخدم. تتوفر أنماط مختلفة وأكثر التصاميم التقليدية شيوعًا هي مقبض السائح (أو مقبض الكروك) ومقبض فريتز ومقبض ديربي. ازدادت شعبية المقابض المصممة هندسيًا في العكازات المخصصة للاستخدام الطبي مما يزيد من راحة قبضة المستخدم (وهو أمر مهم بوجه خاص للمستخدمين ذوي الإعاقات التي تؤثر أيضًا على أيديهم أو معاصمهم) وينقل الحمل بأسلوب أفضل من يد المستخدم وذراعه إلى عمود العكاز.
- طوق: قد يكون طوق العصا مجرد إضافة زخرفية لأسباب أسلوبية أو قد يشكل الواجهة الهيكلية بين العمود والمقبض.
- العمود: ينقل عمود العصا الحمل من المقبض إلى الحلقة وقد يكون مصنوعًا من ألياف الكربون البوليمرية أو المعدن أو المواد المركبة أو الخشب التقليدي.
- حلقة تثبيت: يوفر طرف العصا قوة جر ودعم إضافي عند استخدامها بزاوية. تتوفر أنواع عديدة من حلقات التثبيت ولكن الأكثر شيوعًا هو السدادة المطاطية البسيطة ذات الحواف. كما يمكن للمستخدمين استبدال حلقة التثبيت بسهولة بأخرى تناسب احتياجاتهم الشخصية بصفة أفضل.

قد تختلف العكازات الحديثة عن البنية الثابتة التقليدية. فعلى سبيل المثال تحتوي العكازات الرباعية على قاعدة متصلة بالعمود مما يوفر ثباتًا أكبر بفضل وجود أربعة أطراف وقد تحتوي العكازات القابلة للتعديل على جزأين من العمود أحدهما داخل الآخر مما يسمح بتعديلها لتناسب أحجامًا متعددة.
على جميع مستخدمي العكازات الذين يحتاجون إلى عكاز مشي لأسباب طبية استشارة طبيب مختص قبل اختيار النوع الأنسب لهم. ومن المهم بوجه خاص أن يكون ارتفاع العكاز مناسبًا لكل مستخدم.

## الطول ووزن المستخدم
لاستخدامها كمساعد للمشي فمن المستحسن عادة أن يكون طول العصا بحيث يصل الجزء العلوي من المقبض إلى مفصل الرسغ عند الوقوف مع تعليق الذراعين وارتداء الأحذية التي ستستخدم مع العصا.
تُصنّف العصي حسب وزنها ولا يقتصر الأمر على وزن المستخدم فحسب بل يعتمد أيضًا على ما إذا كانت العصا تُستخدم للتوازن الخفيف والدعم أو مع وضع وزن كبير عليها. العصي المصنوعة من ألياف الكربون أو الألومنيوم أقوى من العصي المماثلة المصنوعة من مواد أخرى مثل الخشب الصلب.

## أنواع العصي
- العصا البيضاء: مصممة خصيصًا لمساعدة ضعاف البصر فهي أطول وأنحف وتسمح للمستخدم بالشعور بالطريق أمامه. كما أنها تُنبه الآخرين مثل سائقي السيارات إلى أن المستخدم كفيف ويجب التعامل معه بحذر. في المملكة المتحدة يُشير الشريط الأحمر على العصا البيضاء إلى أن المستخدم أصم وأعمى.[5]
- العصا القابلة للطي: تحتوي على عدة مفاصل ترتبط عادة بسلك مرن داخلي مما يتيح طيها إلى طول أقصر عندما لا تكون قيد الاستخدام.
- عصا الساعد: عصا عادية أو مائلة مع دعم إضافي للساعد مما يتيح زيادة الاستقرار ونقل الحمل من المعصم إلى الساعد.
- العصا الرباعية: تحتوي على أربعة أطراف في القاعدة مما يمكنها من الوقوف بحرية وتوفر قاعدة أكثر صلابة للوقوف.
- عصا ثلاثية القوائم: تُفتح على شكل حامل ثلاثي القوائم. غالبًا ما تكون متوفرة بمقعد مُلحق.
- عصا قابلة للتعديل: تتميز بقطعتي عمود أو أكثر لتأثير تلسكوبي يسمح للمستخدم بإطالة أو تقصير عصا المشي لتناسب حجمه. يمكن دمج هذه الميزة مع إصدارات أخرى.
- شيللاغ: عصا مصنوعة من خشب الشوك الأسود مع مقبض في الأعلى ويمكن استخدامها كسلاح نشأت في أيرلندا ولا تزال رمزًا معترفًا به لها.

## المُكَمِّلات
- أكثر الملحقات شيوعًا هو حزام اليد لمنع فقدان العصا في حال أفلتت اليد قبضتها. تُمرَّر هذه الأدوات المساعدة عبر ثقب محفور في العصا بدلًا من ربطها حولها.
- يمكن استخدام إطار مشبك أو جهاز مماثل لتثبيت العصا على الجزء العلوي من الطاولة.
- في المناخات الباردة يُمكن إضافة مشبك معدني إلى قاعدة العكاز. يُعزز هذا قوة الجر على الجليد بدرجة كبيرة. عادةً ما يُصمم هذا الجهاز بحيث يُمكن تدويره جانبيًا بسهولة لمنع تلف الأرضيات الداخلية.
- تتوفر مقابض مختلفة لتتناسب بوجه أفضل مع حجم يدي المستخدم واحتياجاته الطبية.
- توفر أطراف المطاط قوة جر إضافية على معظم الأسطح.

## استخدام اليد
تُمسك العكازات عادةً باليد المقابلة لجانب الإصابة أو الضعف. يسمح هذا باستخدام العكاز لتحقيق الاستقرار بطريقة تسمح للمستخدم بتركيز معظم وزنه بعيدًا عن جانبه الأضعف وعلى العكاز. حيث يمنع هذا مركز توازن الشخص من التأرجح من جانب إلى آخر أثناء المشي. كما يسمح بحركة سلسة تتناسب بطريقة أفضل مع المشي حيث تتأرجح اليد الموجودة على الجانب الآخر من الساق عادةً إلى الأمام في الحركة البشرية الطبيعية. وبسبب التفضيل الشخصي أو الحاجة إلى إمساك العكاز باليد المهيمنة يمسك بعض مستخدمي العكاز العكاز على نفس جانب الساق المصابة.

## روابط خارجية
- اختيار مقبض القصب
- الأجهزة المساعدة لكبار السن ، سارة م. برادلي وكاميرون ر. هيرنانديز، طبيب العائلة الأمريكي، المجلد 84، العدد 4، 15 أغسطس 2011
- فيلم يوتيوب لصناعة عصا المشي